# Chaouia-Ouardigha
Chaouia-Ouardigha (arapski: الشاوية ورديغة) je jedna od 16 regija Maroka i nalazi se na sjeveru kraljevine. U području regije živi 1,744.738 stanovnika (stanje po procjeni iz 2010. godine), na površini od 7.010 km2. Glavni grad je Settat.

## Administrativna podjela
Regija se sastoji od sljedećih provincija :
- Ben Slimane
- Khouribga
- Settat
- Berrechid

## Gradovi
Veći gradovi u regiji su:
- Khouribga (166.397)
- Settat (116.570)
- Berrechid (89.830)
- Oued Zem (83.970)
- Ben Slimane (46.478)

(Broj stanovnika po popisu iz 2. rujna 2004. godine) 

## Stanovništvo
| 1 509 077                                            | 1 655 660 | 1 696 016 | 1 744 738 |
| 1994, 2004 : službeni popis ; 2007, 2010 : procjena; |           |           |           |